# 黃鳴俊
黄鳴俊（1590年—1646年），字启甸，号跨千，福建莆田縣人。明朝政治人物。

## 生平
万历四十六年（1618）福建乡试戴国章榜七十七名举人，萬曆四十七年（1619年）聯捷己未科進士，刑部觀政，天啓元年（1621年）授諸暨縣知縣，二年調會稽縣知縣，六年升禮部主事，崇祯三年（1630年）河南主考，本年升员外郎、祠祭司郎中。四年出为浙江督学佥事。历任杭严道副使、南直粮储参议。以忤相臣周延儒，调山东布政司参议，督粮山东，升佥都御史，巡抚浙江。履任甫一月，闯贼陷北京，黄鸣俊命游击郑天鸿率五千人北上勤王，在镇江被马士英阻止，又指称许都余党复叛，黄鸣俊巡抚罢官归乡。
1645年七月，隆武帝即位福州，授兵部右侍郎，晋兵部尚书兼东阁大学士。十二月，黄鸣俊受命出守衢州。1646年七月，清军破金華后，遂至衢州，副使秦应科内应，城破，黄鸣俊退入仙霞关，帝怒，逮其子职方主事黄天复下狱，复命建宁府羁押鸣俊，鸣俊懼，请奋勇自效。寻统兵出关。八月二十一日，隆武帝欲逃往江西，大臣从行者唯何吾驺、郭维经、朱继祚、黄鸣俊四人。在汀州被清军追及，黄鸣俊被逮入北京后投清，授五品官，已而自羞，以疾辞归；未几卒。

## 家族
曾祖父黄廷宣为正德九年（1514）进士，官至广东按察司佥事。嗣祖父黄漢，庠生。祖父黄江，庠生。父黄權。嗣父黄森。
有子黄天翼、黄天復。

## 引用
1. ↑  《萬曆四十七年己未科進士履歷》：黄鳴俊，跨千，書三房，庚子三月十六日生。莆田县人，戊午七十七，会二百六十五，三甲二年四十六。刑部政，辛酉授诸暨知縣，壬戌調會稽县，丙寅升礼部主事，庚午河南主考，本年升员外，升祠祭司郎中，辛未升囗囗提学付使。
2. ↑  《福建通志》：黄鸣俊，字启甸，莆田人，万历己末进士，知诸暨县，调会稽，升礼部主事。时魏璫势张甚，請间导意，鸣俊弗应，转员外郎，累迁江南粮储道，以忤相臣周延儒，调督粮山东，升都御史，巡抚浙江。履任甫一月，闯贼陷北京，鸣俊洒泣誓师将出，值江南马士英用事，乃解綬归。